# Bernard Maria Stanisław Bartnik
Bernard Maria Stanisław Bartnik, brat Bernard (ur. 11 marca 1918 w Rudnikach k. Częstochowy, zm. 14 marca 2002 w Warszawie) – franciszkanin konwentualny, zegarmistrz, współautor 12–tomowego podręcznika „Zegarmistrzostwo".

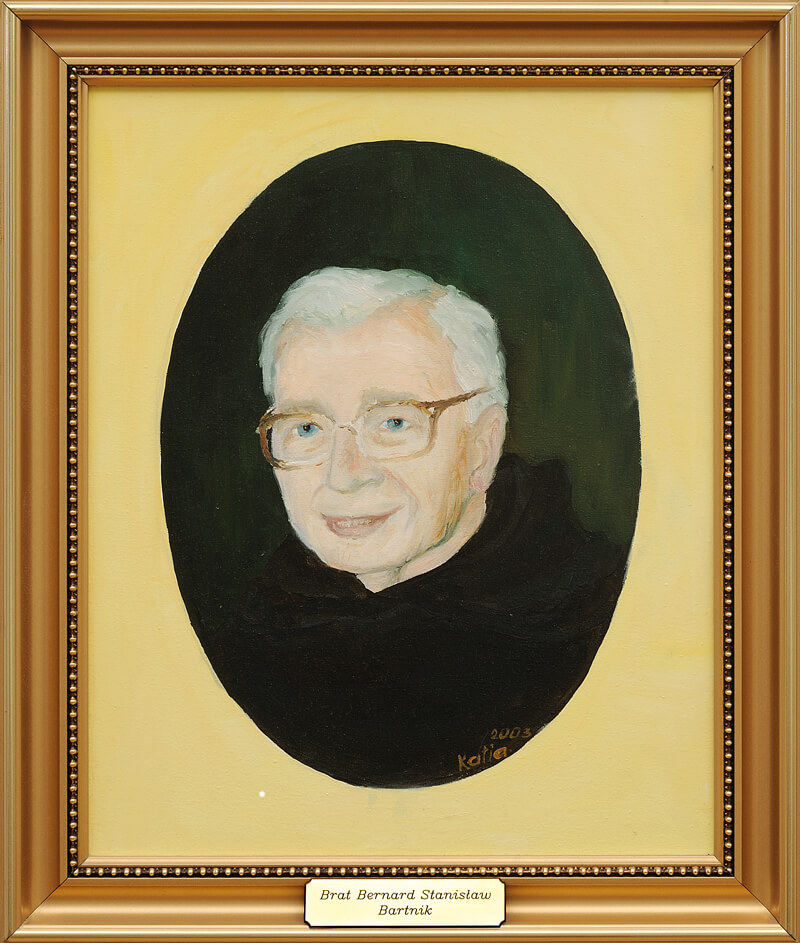
Brat Bernard, Stanisław Bartnik, portret autor: Katia Meller

## Życiorys
Jego ojciec był właścicielem warsztatu wytwarzającego proste maszyny rolnicze. Stanisław od najmłodszych lat miał zamiłowanie do techniki i dlatego też uczęszczał do średniej szkoły technicznej, w której miał opinię wyjątkowo uzdolnionego ucznia.
Po ukończeniu szkoły początkowo zamierzał studiować na politechnice, ale zmienił swe zamiary i w roku 1946 wstąpił do klasztoru w Niepokalanowie, gdzie przybrał imiona zakonne Bernard Maria.
Wybierając życie zakonne nie zamierzał zostać zegarmistrzem. Jego rzemieślniczą, zegarmistrzowską edukację potwierdza uzyskany w roku 1963 dyplom mistrza w zawodzie. W jednym z wywiadów skromnie oświadczył, że zarówno zegarmistrzem jak i współautorem książek dla zegarmistrzów został nie dlatego, że tego chciał, ale dlatego, że kazali mu przełożeni, a jako zakonnik musiał wypełniać ich polecenia.
Brat Bernard był niewymienionym współautorem „Zegarmistrzostwa” od IV tomu, ale już od tomu pierwszego, na prośbę brata Podwapińskiego wykonał kilka rysunków. Mimo że ostatnie trzy tomy „Zegarmistrzostwa" (tomy: X, XI oraz XII) ukazały się już po śmierci brata Wawrzyńca Podwapińskiego, to na ich okładkach widnieją nazwiska obydwu braci zakonnych.
Oprócz książek, brat Bernard miał w swym dorobku publikacyjnym kilkanaście artykułów w prasie technicznej i fachowej oraz prelekcje i odczyty na zebraniach i zjazdach zegarmistrzów, na spotkaniach w klubach postępu technicznego itp.
Uczestniczył również w konferencjach naukowo-technicznych krajowych i międzynarodowych, m.in. brał udział w Międzynarodowym Kongresie Chronometrycznym w 1979 r. w Genewie, Ponadto utrzymywał kontakty z osobami i instytucjami związanymi z techniką zegarową – zarówno w kraju, w tym z polskimi fabrykami zegarów w Łodzi i w Toruniu, oraz z ośrodkami naukowo badawczymi, m.in. z Przemysłowym Instytutem Automatyki i Pomiarów w Warszawie (doc. E. Suchocki), Instytutem Konstrukcji Przyrządów Precyzyjnych i Optycznych Politechniki Warszawskiej (prof. W. Tryliński, prof. Z. Mrugialski), jak i z ośrodkami zagranicznymi, m.in. z Instytutem Techniki Zegarowej Uniwersytetu Technicznego w Stuttgarcie (gdzie dyrektorem Instytutu był światowy autorytet w tej dziedzinie prof. G. Glaser).

## Wyróżnienia i odznaczenia
Był honorowym członkiem Cechu Złotników, Zegarmistrzów, Optyków, Grawerów i Brązowników m. st. Warszawy. Za osiągnięcia w dziedzinie publikacji fachowych i za zasługi w podnoszeniu kwalifikacji zawodowych polskich zegarmistrzów otrzymał w 1981 r. Złoty Krzyż Zasługi, a w 1986 r. — Krzyż Kawalerski Orderu Odrodzenia Polski.
Ponadto był wyróżniony innymi odznaczeniami, m.in. w 1987 został udekorowany Medalem im. Jana Kilińskiego (jest to najwyższe wyróżnienie za zasługi dla polskiego rzemiosła). 
O życiu zakonnym braci z Niepokalanowa, w tym w szczególności o zegarmistrzach zakonnych z Niepokalanowa opowiada film Ignacego Szczepańskiego: „Po szóstej podnosi się wierzbówka”.

## Wybrane książki
- Wawrzyniec Podwapiński: Zegarmistrzostwo. T. IV: Czas, kosmografia i zegary słoneczne. Niepokalanów: Wydawnictwo oo. Franciszkanów, 1950. (współautor)
- Wawrzyniec Podwapiński: Zegarmistrzostwo. T. V: Zegary wieżowe. Niepokalanów: Wydawnictwo oo. Franciszkanów, 1952. (współautor)
- Wawrzyniec Podwapiński: Zegarmistrzostwo. T. VI: Zegary i zegarki mechaniczne. Niepokalanów: Wydawnictwo oo. Franciszkanów, 1956. (współautor)
- Wawrzyniec Podwapiński: Zegarmistrzostwo. T. VII: Technologia warsztatowa. Warszawa: Wydawnictwo Przemysłu Lekkiego i Spożywczego, 1962. (współautor)
- Wawrzyniec Al. Podwapiński, Bernar St. Bartnik: Zegarmistrzostwo. T. VIII: Naprawa zegarów i zegarków mechanicznych. Warszawa: Wydawnictwo Przemysłu Lekkiego i Spożywczego, 1967.
- Wawrzyniec Podwapiński: Zegarmistrzostwo. T. IX: Elektryczne czasomierze pojedyncze. Gdynia: LIBRA, 1974. ISBN 83-02-04548-9
- Bernard St. Bartnik, Wawrzyniec Al. Podwapiński: Zegarmistrzostwo. T. X: Zegary elektryczne zespołowe. Warszawa: Wydawnictwa Szkolne i Pedagogiczne, 1985. ISBN 83-02-01365-X
- Bernard St. Bartnik, Wawrzyniec Al. Podwapiński: Zegarmistrzostwo. T. XI: Zegary i zegarki specjalne – konstrukcja, działanie i naprawa. Warszawa: Wydawnictwa Szkolne i Pedagogiczne, 1985. ISBN 83-02-30889-X
- Bernard St. Bartnik, Wawrzyniec Al. Podwapiński: Zegarmistrzostwo. T. XII: Ilustrowany słownik zegarmistrzowski. Warszawa: Wydawnictwa Szkolne i Pedagogiczne, 1990. ISBN 83-02-03659-5
- Bernard St. Bartnik, Wawrzyniec Al. Podwapiński: Technologia mechanizmów zegarowych. Mechanizmy.  Warszawa: Wydawnictwa Szkolne i Pedagogiczne, 1986. ISBN 83-02-01332-3
- Bernard St. Bartnik, Wawrzyniec Al. Podwapiński: Technologia mechanizmów zegarowych. Montaż konserwacja i naprawa.  Warszawa: Wydawnictwa Szkolne i Pedagogiczne, 1986. ISBN 83-02-02732-4